# Eve Lindley
Eve Lindley (Danbury, 12 de janeiro de 1993)  é uma atriz estadunidense. Ela é mais conhecida por seus papéis na série de televisão Dispatches from Elsewhere e no filme All We Had. Em 2016, ela foi nomeada no OUT100 da revista Out.    Como modelo, ela trabalhou com a Barneys New York. 

## Biografia
Eve Lindley nasceu em 12 de janeiro de 1993, em Danbury, Connecticut, filha de pai americano e mãe cubana. Ela tem duas irmãs mais velhas. Seus pais se divorciaram quando ela tinha dois anos e receberam a custódia conjunta. Quando ela estava na sétima série, ela morava em tempo integral com o pai. Lindley é uma mulher trans. Ela começou a transição no ensino médio com o apoio de seu pai.
Antes de fazer sua estreia no cinema em All We Had, Lindley trabalhou em figurinos, vendas e como barista e passeadora de cães, entre outros empregos. Ela é mais conhecida por estrelar a série da AMC, Dispatches from Elsewhere como Simone, estrelando junto de Jason Segel, Sally Field e André Benjamin.

## Filmografia

### Cinema
| Ano  | Título                  | Personagem    | Nota(s)        |
| ---- | ----------------------- | ------------- | -------------- |
| 2016 | All We Had              | Pam           |                |
| 2017 | Linda & the Worm        | Tiffany       |                |
| 2018 | A Kid Like Jake         | Waiter        |                |
| 2018 | Happy Birthday, Marsha! | Sylvia Rivera | curta-metragem |
| 2019 | Extra Toppings          | Taylor        | curta-metragem |
| 2019 | Otherhood               | Girl          |                |
| 2019 | Welcome Back, Lenny     | Lenny         | curta-metragem |
| 2021 | After Yang              | Faye          |                |
| 2022 | Mais que Amigos         | Tamara        |                |

### Televisão
| Ano  | Título                      | Personagem | Nota(s)                              |
| ---- | --------------------------- | ---------- | ------------------------------------ |
| 2016 | Mr. Robot: Sociedade Hacker | Hot Carla  | 4 episódios                          |
| 2016 | Outsiders                   | Frida      | 8 episódios                          |
| 2016 | Fishkill                    | Justine    | telefilme                            |
| 2017 | High Maintenance            |            | Episódio: "Namaste"                  |
| 2019 | Tales of the City           | Lily       | Episódio: "Days of Small Surrenders" |
| 2020 | Dispatches from Elsewhere   | Simone     |                                      |